# Dicaeum pygmaeum
Dicaeum pygmaeum е вид птица от семейство Dicaeidae, негов най-дребен представител с дължина 10 сантиметра и маса 6 грама.

## Разпространение
Видът е разпространен във Филипините.